# Tanjung Bampu
Tanjung Bampu is een bestuurslaag in het regentschap Deli Serdang van de provincie Noord-Sumatra, Indonesië. Tanjung Bampu telt 425 inwoners (volkstelling 2010).